# Jordanie aux Jeux olympiques
La Jordanie a participé à 11 Jeux d'été et à aucun Jeu d'hiver. Trois médailles ont été remportées par le pays depuis sa première participation en 1980.

## Médaillés
| Médaille           | Nom                    | Jeux                | Sport     | Événement                    |
| ------------------ | ---------------------- | ------------------- | --------- | ---------------------------- |
| Médaille d'or      | Ahmad Abughaush        | 2016 Rio de Janeiro | Taekwondo | Légers (-68 kg)              |
| Médaille d'argent  | Saleh Al-Sharabaty     | 2020 Tokyo          | Taekwondo | Moins de 80 kg hommes        |
| Médaille de bronze | Abdelrahman Al-Masatfa | 2020 Tokyo          | Karaté    | Kumité moins de 67 kg hommes |